# Спасите нашу децу
Спасите нашу децу (енгл. Save Our Children, Inc.) је била политичка коалиција која је формирана 1977. у Мајамију, с циљем да укине окружну уредбу која је забрањивала дискриминацију у областима становања, запошљавања и јавних услуга на основу сексуалне оријентације. Коалицију је предводила славна певачица Анита Брајант, која је тврдила да уредба представља дискриминацију јер је спречава да учи своју децу библијском моралу. Радило се о добро организованој кампањи која је покренула жестоку политичку борбу између геј активиста и традиционалних хришћанских фундаменталиста спремних да зауставе либералне друштвене промене. Када се укидање уредбе нашло на референдуму, привукло је највећи одзив од свих посебних избора у историји округа Дејд, и прошло са скоро 70% гласова.
Спасите нашу децу је била прва организована опозиција покрету за права хомосексуалаца, који настаје након Стоунволске револуције, 1969. Укидање уредбе подстакло је групе у другим градовима да покушају да оборе сличне законе. Следеће године, бирачи у Сент Полу (Минесота), Вичити (Канзас), и Јуџину (Орегон) укинули су сличне уредбе у тим градовима, а користила се углавном иста стратегија у кампањи. Спасите нашу децу је такође била укључена у сличну кампању у Сијетлу, где су били неуспешни, а извршила је велики утицај на Предлог 6, предложени државни закон у Калифорнији који би учинио обавезним отпуштање отворено геј запосленика у школама, а који су калифорнијски гласачи одбили 1978. године.
Историчари повезују огроман успех коалиције Спасите нашу децу са организованим учешћем конзервативних хришћана у политичким процесима. Иако насилно хришћанско мешање није имало распрострањену улогу у политици САД још од 1925, у року од две године свештеник Џери Фолвел формирао је коалицију конзервативних верских група под називом Морална већина која је утицала на Републиканску странку да укључи друштвену агенду у своју националну политику. Хомосексуалност, Амандман о једнаким правима, абортус и порнографија су били најважнији приоритети Моралне већине, све до њеног нестанка, 1989. године. За многе геј мушкарце и лезбијке, изненађење исходом кампања из 1977. и 1978. усадило је нову одлучност и консолидовало активизам и заједнице у многим градовима у којима нису били политички активни.

## Позадина
Дана 18. јануара 1977, Комисија округа Дејд одобрила је закон којим се забрањује дискриминација хомосексуалаца у запошљавању, становању и пружању јавних услуга. Чланица комисије, Рут Шек, предложила је меру 7. децембра 1976, на захтев геј лобистичке организације под називом „Коалиција округа Дејд за људска права гејева“ (енгл. Dade County Coalition for the Humanistic Rights of Gays), која је била стара мање од годину дана. На челу групе била су тројица геј активиста: Џек Кембел, власник 40 геј сауна широм САД, политички и геј активиста Боб Баскер и Боб Кунст, локални публициста и ентузијаста „Покрета људских потенцијала“ и заговорник сексуалног ослобођења.

### Хомосексуалност у Мајамију
Општи став о хомосексуалности у Мајамију био је сличан ставовима у другим градовима широм државе. Иако је ноћни геј живот у граду био исто тако буран као и други облици забаве тридесетих, до педесетих година 20. века градска управа је радила на томе да затвори што више геј барова, а донети су и закони којима су се хомосексуалност и ношење одеће супротног пола ставили ван закона. Између 1956. и 1966, Џонсов комитет, који је основало законодавство Флориде, активно је настојао да удаљи хомосексуалце из државних служби и са државних универзитета широм Флориде, објављујући Љубичасти памфлет, који је приказивао све хомосексуалце као зле и као тешку претњу деци Флориде. У то време је Мајами хералд објавио неколико прича које су представљале локалне хомосексуалаце као синоним за своднике и педофиле, а локална телевизија NBC емитовала је 1966. године документарни филм под називом „Хомосексуалац“ (енгл. The Homosexual) који је упозоравао гледаоце да су младићи у опасности од злих мушкараца.
Представа јавности о хомосексуалцима се променила са либерализацијом друштвених ставова крајем шездесетих година 20. века. Године 1969, у Њујорку је дошло до Стоунволске револуције која је означила почетак модерног покрета за геј права. Хомосексуални живот је у Мајамију ипак био веома затворен, а геј барови су били предмет честих рација. Године 1970, у Мајамију је основана Метрополитанска црква, конгрегација за геј и лезбијке хришћане, која је привукла стотине парохијана. У граду је 1972. одржана Демократска национална конвенција, и на њој је по први пут један геј политички активиста из Сан Франциска, Џим Фостер, одржао јавни говор о правима геј мушкараца и лезбијки. Џек Кембел је 1974. отворио у граду геј сауну која је била у саставу ланца Club Baths. Када је полиција извршила рацију, он се побринуо да све оптужбе против ухапшених буду повучене. Поднео је и тужбу против полиције тражећи забрану даљег узнемиравања, а добио је и формално извињење од полиције. Чак се и приказивање геј мушкараца и лезбијки у локалним новинама променило: од предатора до неме, угњетене мањине. Године 1977, Мајами је био један од скоро 40 градова у САД који су донели уредбе о забрани дискриминације геј мушкараца и лезбијки.

### Реакција на уредбу
Када се 1976. године прочула вест о предлогу уредбе, дошло је до малог вала протеста који се проширио од локалних цркава. Северозападна баптистичка црква објавила је вест са проповедаонице. Вест је забринула једну од верница, Аниту Брајант, познату тридесетшестогодишњу певачицу. Брајант је каријеру започела као дечја звезда на телевизијској емисији у Оклахома Ситију и у телевизијском шоу под називом Arthur Godfrey's Talent Scouts. Њено детињство и младост обележени су честим преокретима: родитељи су се два пута разводили, а она је често живела у условима сиромаштва, али је са осам година постала поново рођена хришћанка, сматрајући своју веру и своје учешће у цркви стабилизујућим фактором у животу. Као дете, молила је Бога да је учини звездом. По сопственом признању, била је изузетно амбициозна. У касним тинејџерским годинама, такмичила се на разним изборима за мис, те је проглашена за Мис Оклахоме и била друга пратиља у такмичењу за Мис Америке. Године 1960, удала се за Боба Грина, диск џокеја из Мајамија и постала професионална певачица. Била је успешна, остваривши три златне плоче, а углавном је певала популарну, патриотску и госпел музику. Наступала је у склопу Божићне турнеје Боб Хоуп (енгл. Bob Hope Christmas tour), забављајући америчке трупе у иностранству, и певала на сахрани председника Линдона Џонсона 1973. Године 1969, Florida Citrus Commission ју је ангажовала да промовише сок од поморанџе у телевизијским рекламама. Такође је рекламирала кока-колу, Тапервер, Крафт фудс као и ланац хотела Холидеј ин. Њен агент за таленте је био у браку са Рут Шек, Брајантова је донирала 1.000 долара за њену кампању.
У почетку, Брајантова своју забринутост није јавно обзнањивала, упркос молбама њеног пастора да се укључи. Написала је писмо комисији Округа и позвала Рут Шек, изразивши забринутост због предлога уредбе. Њен главни приговор на уредбу је био тај да би она могла дозволити хомосексуалцима да раде у парохијском школама. Сво четворо њене деце похађало је приватне хришћанске школе. Признала је да у великој мери није познавала специфичне опасности које представљају хомосексуалци, али када су јој послали графичке приказе хомосексуалног чина, и када јој је полицијски наредник који је посећивао њену цркву показао фотографије дечје порнографије, била је ужаснута. Брајант је касније инспирацију приписала својој деветогодишњој ћерки која јој је рекла да би Бог могао да јој помогне у њеној борби, након тога је одлучила да се јавно ангажује.
У време гласања комисије у јануару, просторија у којој се одржавала седница била је препуна особа заинтересованих за ово питање. Аутобуси пуни верника дошли су из удаљених места, а демонстранти су протестовали изван зграде. Није било организованог доласка оних који су подржавали уредбу. Унутар просторије, присталице и противници уредбе искористили су цело додељено време за говоре. Говор Аните Брајант одражавао је ставове већине оних који су се противили уредби. Она је у свом обраћању комисији рекла: „Уредба одобрава неморал и дискриминише моју децу која имају право да одрастају у здравој, пристојној заједници“. Неколико чланова Коалиције округа Дејд за људска права хомосексуалаца као и Рут Шек, били су запањени бројем и снагом стотина демонстраната који су испунили просторију, и оних који су држали плакате и протестовали испред зграде. Међутим, уредба је донета са 5 гласова „за“ и 3 „против“.

## Уредба округа Дејд 77—4
Након усвајања уредбе, преко тридесет конзервативних политичких професионалаца и свештеника различитих вероисповести састали су се у кући Брајантове и Грина како би разговарали о плану да се скрене пажња јавности на питање и да се покуша прикупити најмање 10.000 потписа како би се о уредби одлучивало на референдуму становника округа. Изабрали су име Спасите нашу децу (енгл. Save Our Children, Inc.) и изгласали Брајантову за председницу, Боба Грина за благајника и човека по имену Роберт Брејк (који је био побожни католик који је учествовао и у покрету за грађанска права, али је био веома забринут због либерализације политике у Мајамију) за секретара. Уз помоћ Мајка Томпсона, стручњака за маркетинг, који је био повезан са Републиканском странком, коалиција је одржала конференцију за новинаре на којој је Брајант држала памфлет о хомосексуалности, за који је тврдила да се дистрибуира у околини средње школе (ову тврдњу је касније оповргла), и изјавила да хомосексуалци округа Дејд „покушавају да регрутују нашу децу да буду хомосексуалци“. Прикупили су далеко већи број потписа од потребног, испоручивши више од 64.000 потписа у року од шест недеља. Комисија је заказала референдум за 7. јун 1977.

### Стратегија
Мајк Томпсон је у једној анкети у марту 1977. открио да се жене у округу Дејд противе укидању уредбе у односу два према један, оне су своје геј пријатеље сматрале релативно безопасним. Због тога је Спасите нашу децу радила на томе да покаже да су хомосексуалци били неморални, промискуитетни, да су пркосили традиционалним родним улогама, и да су представљали посебну опасност за децу. Брајантова је ову стратегију доживела као крсташки рат, држећи говоре у којима је истицала да доношење уредбе „ставља закон на страну неправедног. Ако хомосексуалци могу да мењају закон у своју корист, зашто не би могле и проститутке, лопови, или убице?“ Посебно је повезивала хомосексуалце са педофилима, говорећи: „Од неких прича које могу да вам испричам о регрутовању и злостављању деце од стране хомосексуалаца би вам се смучило.“ Брајантова је одбацила поједине медијске описе који су је представљали као особу која мрзи, рекавши да је њена инспирација дошла „из љубави, не само љубави према Божијим заповестима и Његовој речи, него и љубави за моју и вашу децу. Да, и љубави за све грешнике, чак и за хомосексуалце“.
Спасите нашу децу је у оквиру кампање направила видео који је приказиван на локалним комерцијалним телевизијским станицама који је показивао „здраву забаву“ са „Параде оранж боул“ (коју је водила Брајантова) у контрасту са сексуализованим сликама геј параде у Сан Франциску, које су укључивале и мушкарце у кожним затегнутим оделима који су се љубили, плес драг квинсица, и жене у топлесу. У коментару који је ишао заједно са видеом, геј заједница у Мајамију је оптуживана да покушава да претвори Мајами у „жариште хомосексуалности“, што је „Сан Франциско већ постао“. Рекламе преко целих новинских страница у Мајами хералду су приказивале колекције новинских наслова који су између осталог говорили о наставницима који су имали секс са својим ученицима, деци у кругу проституције, и хомосексуалцима који су се инфилтрирали у омладинске организације. Иза овога је следило питање: „Да ли су сви хомосексуалци фини?... Не постоји ‘људско право‘ да се искваре наша деца“.
Иако Мајами није био први град који је укинуо одредбу о грађанским правима на основу сексуалне оријентације, кампања коалиције Спасите нашу децу постала је национално политичко питање. Брајантова је била у фокусу кампање, и као што је њен супруг приметио, она је била „прва особа са именом“ која је гласно иступила против хомосексуалности. Геј активисти су се сложили, рекавши да у другим градовима „није било велике личности да изађе и покрене лов на вештице. Људи су изгубили из вида конкретно питање. Контроверза је усмерена на личност“. Насупрот њој, Боб Кунст, који је имао искуство као публициста локалног фудбалског тима Мајами тороса, био је познат у локалној штампи. Кунст је, међутим, остао одлучан да делује као појединац, често користећи прилику да каже своје мишљење новинарима које није подржавала Коалиција округа Дејд за људска права гејева. Он је говорио да је усвајање уредбе став полног просвећења, а да су они који су против били превише банални, укључујући, пред крај кампање, и гувернера Флориде Ројбина Аскева. Давао је интервјуе о сексуалном ослобођењу геј и стрејт људи у којима је слободно говорио о оралном и аналном сексу.

### Спољашња помоћ
Хомосексуалци у Мајамију нису били добро повезани и нису имали довољно искуства како би се борили против коалиције коју је предводила Брајантова. Због тога су позвали два политичка организатора у град: Етана Гета из Њујорка и Џима Фостера из Сан Франциска, који су обојица били хомосексуалци. Фостер и Гето су се суочили не само са кампањом коалиције Спасите нашу децу, него и са неповезаном и често затвореном геј заједницом у Мајамију. Када су организације изван Флориде промовисале бојкот сока од поморанџе, Џек Кембел се није сложио јер је био забринут да би економске последице у држави могле наштетити локалним геј мушкарцима и лезбијкама. Рут Шек је на ово гледала као на питање грађанских права. Гето и Фостер су се сложили. Боб Кунст је убрзо напустио кампању и посветио се раду на промоцији бојкота сока од поморанџе, а његови ставови су често објављивани у новинама на Гетово неодобравање.
Спасите нашу децу је такође добила помоћ изван округа. Сенатор из Северне Каролине Џеси Хелмс понудио им је своје особље и финансијска средства од Конгресног клуба, а у својој колумни је написао да је поносан на Брајантову: „Ја сам јој обећао моју пуну подршку ... Она се бори за пристојност и моралност у Америци и то је чини, у мојој књизи, свеамеричком дамом“. Пастор Џери Фолвел из Линчбурга у Вирџинији, дао је своју подршку током посета као и Б. Лери Кој, који је био брачни саветник Аните Брајант и Боба Грина. Кој и Грин су преузели управљање над задужбином Аните Брајант.
Два месеца пре референдума, Боб Грин, говорећи у име Брајантове, обећао је да ће пренети њену борбу у све градове у Сједињеним Државама који су забрањивали дискриминацију на основу сексуалне оријентације, наводећи да су геј активисти покренули „прикривени напад на Бога“, и да ће Брајантова „водити такав крсташки поход да га заустави какав ова земља није видела никада раније“.
Како су дистрибуисане информације против референдума, тако се ширила и литература у којој се изражавало локално незадовољство Анитом Брајант. Прављене су мајице и значке на којима је писало: „Анита Брајант сише поморанџе“ (енгл. Anita Bryant Sucks Oranges) и „Исцедите воће за Аниту“ (енгл. Squeeze a fruit for Anita).

### Медији
Према професору комуникација са Универзитета Флорида Атлантик, Фреду Фејесу, „мејнстрим“ новине и часописи су седамдесетих година оклевали да детаљно покрију питања хомосексуалности и хришћанског фундаментализма. Сами медији су се поносили објективним извештавањем без библијских предрасуда, али је у исто време извештавање је било хомофобична професија која је потискивала отворено геј новинаре и ретко обрађивала теме које су се тицале хомосексуалности. Као резултат тога, хришћански фундаменталисти су током седамдесетих почели да развијају сопствену медијску мрежу, у виду радијских и телевизијских емисија као што су The 700 Club који је водио Пат Робертсон, PTL Club који су водили Џим и Тами Феј Бакер, и Old Time Gospel Hour Џерија Фолвела. Ове емисије су у почетку имале првенствено верски и молитвени карактер, али су полако укључивале и политичке теме које су се преплитале са порукама хришћанске вере. Брајантова је гостовала у емисијама The 700 Club и PTL Club што је кампањи донело 25.000 долара у донацијама, и осигурало њену позицију као националне портпаролке традиционалних хришћанских вредности. Међутим, када се обраћала секуларној публици, Брајантова није била тако успешна. Током дебата са Кунстом и Шековом ретко је износила аргументе који су ишли изван библијских цитата, а када би је други притисли да пружи статистичке податке о хомосексуалцима као злостављачима деце неретко је почињала да се моли. Како је у то време у Калифорнији била суша, Брајантова је то повезивала са тамошњом толеранцијом либерала и хомосексуалаца и предлагала да се проводе и други закони који су се тицали моралности, попут оних против прељубе и заједничког живота изван брака. Мајк Томпсон и Роберт Брејк су је ускоро ограничили првенствено на верске емисије.
У исто време, геј заједница је промовисала своје циљеве користећи специјализоване часописе и новине. Адвокат, часопис који је излазио два пута недељно, посвећивао је свако издање почев од априла 1977. године подизању свести о борби која се одвијала у Мајамију. Власник часописа је био Дејвид Гудштајн, пријатељ Џима Фостера. Њих двојица су заједно радили на стварању првог геј демократског клуба у САД - Алис Б. Токлас меморијалног демократског клуба. Гудштајн је упозоравао да се борба неће завршити у Мајамију ако геј заједница изгуби, а на то су упозоравале и локалне геј новине у Бостону — Gay Community News и Сан Франциску — Bay Area Reporter. Гудштајн је такође сугерисао да је примарна мотивација Брајантове за њене акције била унапређење каријере, и да је то био почетак „организоване завере да се (хомосексуалци) претворе у америчке жртвене јарце“.

Одједном имате ту црвену харингу Аниту Брајант. Одједном имате тај вал антигеј хистерије и тада то прикупља таласе иза сцене.

Бети Фридан, након неусвајања Амандмана о једнаким правима у законодавству Флориде
Моћ Брајантове као звезде и њени екстремни ставови су приказани и у националним вестима. Медији попут Њујорк тајмса, Асошијејтед преса и Вашингтон поста, седмично су објављивали новости о кампањи, а мањи локални новински листови широм државе објављивали су уредничка мишљења о томе која страна треба да победи. Брајантова се појавила у емисијама Добро јутро Америко и Шоу Фила Донахуа. Њен тон и оптужбе ујединили су геј мушкарце и лезбијке у градовима широм САД. У недељама пре избора, кампања против укидања уредбе прикупила је скоро 55.000 долара у донацијама изван Флориде. Наговештавајући успех коалиције Спасите нашу децу, Законодавство Флориде је 13. априла 1977. одбило да ратификује Амандман о једнаким правима (ЕРА), на запрепашћење оних који су очекивали гласање. Веза између ЕРА и уредбе 77-4 је многима била очигледна. Сенатор Флориде, Демпси Барен, јавно се противио доношењу Амандмана о једнаким правима, плашећи се да ће он легализовати истополне бракове, присилити људе да користе заједничка купатила и да ће наштетити законима који штите породицу. Оснивачица Националне организације за жене и предлагачица амандмана Бети Фридан презриво је прокоментарисала неусвајање амандмана рекавши: „Одједном имате ту црвену харингу Аниту Брајант. Одједном имате тај вал антигеј хистерије и тада то прикупља таласе иза сцене.“
Уредбу су подржали градоначелници Вашингтона и Лос Анђелеса Марион Бери и Том Бредли као и председник САД Џими Картер. Чланови холандског парламента, министри, и активисти за грађанска права из Холандије објавили су у Мајами хералду рекламу преко целе странице на којој је писало: „Ми, из земље Ане Франк, знамо до чега могу довести предрасуде и дискриминација.“, саветујући бирачима у округу да подрже уредбу која је штитила права хомосексуалаца. Посланик у Представничком дому Калифорније Вили Браун и шериф из Сан Франциска, Ричард Хонгисто, водили су кампању у црначкој заједници Мајамија и у оквиру полиције. Хонгисто је по повратку у Калифорнију рекао да је Спасите нашу децу довела у питање постојање Сан Франциска, када је Томпсон рекао за град да је „јама необуздане перверзије“ а Боб Грин је изразио сумњу у то да је спашавање града уопште могуће. Пастор Џери Фолвел је говорећи на једном митингу уочи референдума рекао окупљенима: „Желим да вам кажем да имамо посла са подлом, поквареном и вулгарном бандом. Убиће вас чим вас погледају“.

### Ставови заједница
Фостер и Гето су изградили јавни имиџ кампање која се борила против коалиције Спасите нашу децу и били су одлучни да се не „спуштају на њихов ниво“, одбијајући да објаве рекламу која је приказивала оскудно одевену Брајантову током једног наступа из 1971, а нису одобрили ни рекламе у којима се истицало да су већина педофила првенствено хетеросексуалци. Међутим, често су наилазили на потешкоће због тога што су локални листови одбијали да објаве рекламе које су имале за циљ да привуку подршку многобројне јеврејске заједнице у Мајамију, а које су поистовећивале реторику Брајантове са језиком с којим су се многи грађани Мајамија суочавали током холокауста. Од 34 рабина са подручја Мајамија, њих 28 се сложило са Анитом Брајант и њеном кампањом а председник локалног одељења Бнеи брит је радио као службеник у коалицији Спасите нашу децу.
Кубанска заједница у Мајамију окупила се као никада пре дајући подршку кампањи Аните Брајант и користећи прилику да региструју хиљаде бирача који никада раније нису учествовали у политичком животу у граду. Брајантова је водила активну кампању унутар кубанске заједнице, говорећи им на једном митингу: „Ви сте дошли овде како би побегли од једног греха ... и слама ми срце што ћете, ако Мајами постане друга Содома и Гомора, можда такође морати да одете и одавде.“ Један Кубанац, који је радио као социјални радник, сугерисао је да је узрок за велику подршку Анити Брајант била забринутост старије генерације кубанских емиграната да им деца не буду изгубљена у изопачености Мајамија. Бискуп Мајамија је написао писмо против уредбе о геј правима, и наредио да буде гласно прочитано у свим католичким црквама.
Одговор црне заједнице у Мајамију је био више конфликтан. Мајами тајмс, угледне црначке новине, назвале су тактику Брајантове „чистом глупошћу“ и апеловале на локалне црнце да не гласају за било шта што би дискриминисало било кога. Међутим, црначка публика је реаговала љутито током једног појављивања Брајантове, али и на појављивање Кунста и чланова Метрополитанске цркве.

Цела Америка и цели свет ће чути шта је народ рекао, и са континуираном божјом помоћи, успећемо у нашој борби да укинемо сличне законе широм нације који покушавају да легитимизују стил живота који је истовремено перверзан и опасан.

Анита Брајант, након убедљиве победе на референдуму и укидања уредбе
Због врло затворене природе геј заједнице у Мајамију у то време, многи бирачи који нису били убеђени реториком Аните Брајант прихватили су гледиште њене кампање да је закон непотребан. Они нису могли да виде проблем дискриминације. За разлику од црнаца или Кубанаца, геј мушкарци и лезбијке су се могли запослити, иако су се суочавали са отказом ако њихов надређени сазна за њихову сексуалну оријентацију. Да би се жалили, морали су да буду отворени о својој сексуалној оријентацији, а многи су живели у сталном страху од изложености. Још од појаве другог таласа феминизма раније, током седамдесетих, многе лезбијке у САД нису могле да замисле себе као део исте заједнице са геј мушкарцима. Оптужбе од коалиције Спасите нашу децу су углавном биле усмерене на понашање мушкараца. Као резултат тога, одговор геј мушкараца је био помешан са љутњом те се многим лезбијкама није свиђао мизогинични тон који су користили геј мушкарци одговарајући на оптужбе Брајантове. Међутим, пошто је Анита Брајант представљала заједничког непријатеља, по први пут након много година, геј мушкарци и лезбијке су се ујединили и заједно радили у кампањи.

### Резултат
Резултат референдума у јуну је био убедљив. То је био највећи одзив у неким посебним изборима у историји округа Дејд. Гласачи су подржали укидање уредбе о правима хомосексуалаца већином два према један. Када су објављени резултати, Брајантова је плесала, а затим је рекла новинарима: „Цела Америка и цели свет ће чути шта је народ рекао, и са континуираном божјом помоћи, успећемо у нашој борби да укинемо сличне законе широм нације који покушавају да легитимизују стил живота који је истовремено перверзан и опасан.“ Кодиректорка Националне геј радне групе (енгл. National Gay Task Force (NGTF)) Жан О’Лари, изјавила је да је резултат био „јасан доказ за свакога о обиму и вирулентности предрасуда против лезбијки и геј мушкараца у нашем друштву“.

## Одговор
Белу Абзуг, која је предложила први закон о грађанским правима за хомосексуалце у америчком Конгресу, пробудили су у два сата после поноћи људи који су се окупили на улици испред њеног стана у Њујорку. „Било је тешко не осећати се тужно због ових људи“, рекла је касније коментаришући окупљање. Абзугова је била оптимиста, говорећи им да ће пораз развити зрелост и одлучност у геј активизму. Отприлике у исто време те вечери, око 3.000 геј мушкараца и лезбијки, који су били љути због резултата референдума, спонтано се окупило у улици Кастро у Сан Франциску, на месту које ће касније постати највећа геј четврт у САД. Гомила је марширала Кастром, узвикујући „Ми смо ваша деца!“, а многи су излазили из геј барова како би их поздравили. Локални геј активиста и будући градски супервизор Харви Милк водио је демонстранте у марш дуг 8 км кроз град, пазећи да се нигде не задржавају предуго да не би дошло до нереда. Милк се обратио маси преко разгласа: „То је моћ геј заједнице. Анита ће створити националну геј снагу“. Дан након референдума, Жан О’Лари и Брус Велер рекли су да Брајантова чини „велику услугу“ геј заједници фокусирајући националну медијску пажњу на дискриминацију против њих.
Неколико седмица касније, на геј паради у Сан Франциску окупило се 250.000 особа, што је био најпосећенији геј догађај у историји САД до тог тренутка. Највећа група на паради држала је велике плакате на којима су били Јосиф Стаљин, Адолф Хитлер, Иди Амин, запаљени крст, и Анита Брајант. Геј параде су и у другим градовима постале много посећеније. Учесници који су марширали на паради поноса у Њујорку узвикивали су „Нема више Мајамија!“. Хиљаде особа присуствовало је парадама у Сијетлу, Бостону, Кливленду, и Атланти. У Канзас Ситију је одржана прва парада поноса на којој се окупило 30 особа. Највеће геј новине у Аустралији искористиле су гласање у округу Дејд као упозорење саветујући геј мушкарцима и лезбијкама у Аустралији да се више ангажују. Више од 300 људи одржало је бдење испред америчке амбасаде у Холандији, оптужујући америчку владу за неуспех да заштити људска права својих грађана. Четири хиљаде демонстраната у Шпанији је растерано гуменим мецима. Геј активисти у Паризу и Лондону упозорили су да се сличне ствари могу десити и у њиховим градовима.
Конзервативни колумниста Вилијам Сафир написао је у Њујорк тајмсу да су геј активисти у Мајамију оправдано поражени: „У очима огромне већине, хомосексуалност је абнормалност, ментална болест, ако се користи старомодни израз, грех. Хомосексуалност није „алтернативних начина живота“ како геј активисти говоре. Може се толерисати, чак и прихватити, али не и одобрити“. Сафир је, међутим, у колумни под називом „Сада успори, Анита“ упозорио Брајантову да не креће у национални крсташки рат који је обећала, а који би довео до даљег укидања „легитимних грађанских права“ хомосексуалаца.
Добротворна организација за помоћ деци са седиштем у Конектикату под називом Спасите децу (енгл. Save the Children) поднела је тужбу у јулу 1977. против коалиције из Мајамија како би их спречила да користе име Спасите нашу децу, а Брајантову да га користи као наслов за књигу коју је писала. Организација Спасите децу је изгубила одређени број донација због забуне око имена. Коалиција је, накратко, била позната као „Заштитите децу“ (енгл. Protect the Children) и била је у потпуности фокусирана на „моралне законе“ против милитантне хомосексуалности, порнографије, и приказивања секса и насиља на телевизији. Преименована је у Anita Bryant Ministries.

### Насиље
Две недеље након гласања, баштован који је радио за град Сан Франциско, Роберт Хилсбороу, избоден је 15 пута у груди и лице, а нападачи су му за време напада узвикивали „педеру“. Његова мајка и градоначелник Сан Франциска Џорџ Москоун окривили су реторику Аните Брајант за његову смрт, а 200.000 становника Сан Франциска придружио се демонстрацијама у спомен на њега. Мајка убијеног Роберта је поднела тужбу против Брајантове тражећи одштету од 5 милиона долара. У тужби је тврдила да је један од нападача на њеног сина рекао: „Ево једног за Аниту“. Госпођа Хилсбороу је такође изјавила: „Испочетка нисам много размишљала о кампањи Аните Брајант. Сада, када је мој син убијен, размишљам о њеној кампањи много. Свако ко жели да настави да ради такве ствари мора бити болестан. Крв мога сина је на њеним рукама.“ Тужба је одбачена у новембру 1977.
Неколико самоубистава је повезивано са кампањом, укључујући и самоубиство геј активисте кубанског порекла Овидија „Хербија“ Рамоса у Мајамију, који је био запањен одбојношћу друштва према хомосексуалцима. Он и неколико других геј активиста кубанског порекла су учествовали у контакт радио емисији у којој су људи говорили да хомосексуалци треба да буду депортовани, затворени у концентрационе логоре, или погубљени. Рамос је извршио самоубиство неколико дана после емисије након што је рекао пријатељу: „Нисам знао да нас толико мрзе“. Још један геј активиста кубанског порекла, Маноло Гомез, отпуштен је са посла и тешко претучен након чега је одлучио да напусти Мајами. Геј активисти у Њу Орлеансу су покушали спречити наступ Аните Брајант са „Попс оркестром“ из Њу Орлеанса повезујући локална самоубистава са њеном кампањом. Брајантова је на насиље одговорила речима: „Шокирана сам и тужна због чињенице да ико може и помослити да ја имам нешто с тим, али моја савест је чиста. Не могу бити одговорна за начин на који људи реагују на оно што се догодило у округу Дејд. Мој став није произашао из хомофобије, већ из љубави према њима“.

### Економска одмазда
Економски одговор на гласање је био брз и одлучан. Брајантова је радила само два пута током 1977, а изгубила је и већи део плаћених наступа након тога. У то време је завршавала албум под називом „Не постоји ништа као љубав између мушкарца и жене“ али су музичке компаније одбиле да га дистрибуишу. Компанија Singer Sewing Machines отказала је преговоре са њом за телевизијски шоу. Након што је десет година била водитељка Параде оранж боул замењена је Ритом Морено, која је била старија и која је непосредно пре тога играла у филму са геј тематиком The Ritz. Брајантова и Грин су одржали конференцију за штампу на којој је Брајантова тврдила да се налази на црној листи и да је у току национална завера од стране хомосексуалаца с циљем да је лише свих прихода. Часопис Тајм назвао је оптужбе „мало вероватним“, а руководиоци компанија су негирали да је „геј притисак“ био разлог за њихову одлуку. Тврдње Брајантове да се налази на црној листи довеле су до таласа осуда онога што су неки сматрали притиском геј организација. Три највећа новинска листа подржала су право Аните Брајант на слободу говора. Неколико година касније, Брајантова је признала да су неке од њених изјава о отказивању наступа биле претеране с циљем да се постигне већи ефекат, али да је тактика радила против ње, јер је још више организација и предузећа отказивало њене наступе.
Брајантова је постала мета шала и вицева на телевизији и у филмовима, чак се и њен бивши колега Боб Хоуп шалио на њен рачун. Свуда где је отишла у данима после гласања наилазила је на бучне протесте. У Норфоку су демонстранти прекинули њено излагање тако снажно да је почела плакати. Демонстрације су одржане и у Чикагу, као и у десетинама других градова. Кју-клукс-клан се појавио на једном од њених наступа у Хантингтону (Западна Вирџинија) уз образложење да су ту да би је заштитили. Привукла је највеће геј демонстрације у историји Канаде када се појавила на верском перформансу у Торонту. Иако је наступала и говорила само на верским манифестацијама и у верским емисијама, посећеност је често била мања од половине очекиваног броја, а многи су одлазили када она изађе на позорницу. Брајантова је, две недеље након гласања у округу Дејд, позвана да наступа у Хјустону за Адвокатску комору Текаса. Иако није било кохезивне политичке заједнице, неколико геј активиста позвало је људе да протестују против њеног појављивања испред хотела Хајат реџенси. Организатори су саопштили полицији да би могло учествовати око 500 људи, али су у питању биле претпоставке јер ниједно слично окупљање није раније организовано. Полиција се припремила за тај број учесника међутим, хиљаде људи се окупило око хотела, узвикујући довољно гласно да омету наступ Брајантове. Конзервативци су проценили да се окупило око 2.000 људи. Публика у хотелу није могла да чује Брајантову, а у једном тренутку адвокати који су радили за Америчку унију за грађанске слободе су напустили хотел и придружили се демонстрантима. Један од организатора је рекао да никада пре није видео толико геј људи на једном месту, а затим је одржао говор захвалности Брајантовој: „Да Бог у својој бескрајној мудрости није створио Аниту Брајант, морали би је измислити“. Тврдио је да је протест имао исти резултат у Хјустону као и Стоунволска револуција.
Florida Citrus Commission је поновила своју посвећеност Брајантовој изјављујући да „свесрдно подржавају њено право на слободу говора“ и хвалећи њено „храбро вођство у моралном питању које је цепало верске и друге организације које су биле умешане“. Комисија је добила хиљаде писама подршке Брајантовој али и писама у којима се осуђује став комисије. У једном тренутку Поштанска служба САД инсталирала је опрему за откривање бомби за пошту која је требало да буде испоручена комисији. Директор за односе са јавношћу комисије рекао је репортеру Асошијетед преса: „Цела ствар са Анитом је хаос. Без обзира шта одлучимо, само ћемо изгубити. Желио бих да једноставно поднесе оставку.“ Иако је комисија 1979. продужила годишњи уговор од 100.000 долара са Брајантовом, нису га обновили 1980. године.

## Друге локације
У недељама након гласања у округу Дејд, градови Форт Лодердејл, Гејнсвил, Палм Бич и Остин су одбацили уредбе о забрани дискриминације на основу сексуалне оријентације. Министарство за стамбена питања и урбани развој САД укинуло је сопствени пропис који је донело раније исте године а који је невенчаним и истополним паровима давао право на финансирање становања из федералног буџета. Њузвик је известио да је у округу отпуштен државни службеник који је 15 година радио на тој позицији. Геј помоћник будуће америчке сенаторке Поле Хокинс је такође отпуштен. Упркос успеху кампање у округу Дејд, геј активисти су тихо радили у либералним градовима Аспен, Шампејн Урбана, Ајова Сити, Вичита и Јуџин на доношењу уредби о забрани дискриминације.

### Минеаполис — Сент Пол
Само три недеље пре референдума у округу Дејд, државни закон који је штитио хомосексуалце од дискриминације у запошљавању, пружању јавних услуга и становању у Минесоти је поражен. Неизгласавање закона је у великој мери последица напора Надбискупије Сент Пола и Минеаполиса. Геј активисти су били потпуно изненађени оваквим исходом. Геј заједница у Градовима близанцима је била много активнија него у Мајамију, а Минеаполис и Сент Пол су усвојили сличне законе три године раније. Државни сенатор Алан Спир, први отворено геј мушкарац који је био изабран на јавну функцију у САД, назвао је исход гласања у сенату „победом оних са предрасудама“, а онда је отишао у своју канцеларију и плакао. Група активиста напала је надбискупа недељу дана након гласања тако што су бацили чоколадну крем питу на њега за време говора док је примао „Националну награду братства“ од Националне конференције хришћана и Јевреја.
Након „напада питом“ на надбискупа, двојица колега Алана Спира иронично су позвала Аниту Брајант да дође у Сент Пол и да обори уредбу о геј правима која је изгласана три године раније, најавивши да ће Спасите нашу децу отворити филијалу у граду. Локални активисти нису много размишљали о могућности пораза, а локалне геј групе су позивале геј мушкарце и лезбијке из Мајамија да се преселе у Минеаполис - Сент Пол. У октобру 1977, Брајантова и њен муж су били у Де Мојну у Ајови. Дана 14. октобра, говорили су на конференцији за новинаре о њеном предстојећем концерту када је Том Хигинс, активиста повезан са организаторима у Минеаполису, дошао до ње и пред камерама јој размазао питу од јагода по лицу. Брајантова је била шокирана, погнула је главу и држала се за руке са Грином и молила за Хигинса. Иако је брзо промрмљала „Бар је била воћна пита“, на тренутке је јецала. Слика њеног лица прекривеног питом следећег дана се појавила на насловној страни Њујорк тајмса.
Међутим, у децембру 1977, Баптистичка црква храма организовала је прикупљање потписа да се уредба о забрани дискриминације Сент Пола стави на референдум. Волонтери који су прикупљали потписе издржали су на температурама испод нуле и успели да прикупе више од 7.000 потписа. Њихов лидер, Ричард Ангвин, парох Баптистичке цркве храма изјавио је: „Не желим да живим у заједници која има поштовања према хомосексуалцима“. Ангвин је користио исту стратегију која је кориштена у Мајамију. Џери Фолвел је одржао митинг на коме је требало да се појави Брајантова, али ју је Грин заменио у последњем тренутку. На митингу је Ангвин рекао окупљенима: „Хомосексуалност је убилачки, ужасан, изопачен чин. У питању је грех и моћна пожуда која изазива зависност“.
Геј активисти у Сент Полу су такође позајмили тактику из Мајамија, преузевши од Џека Кембела листу донатора и неке стратегије. Међутим, слично као и у Мајамију, многи геј мушкарци и лезбијке у Сент Полу су оклевали да јавно саопште своју сексуалну оријентацију, тако да ни тврдње о дискриминацији нису озбиљно схватане. Већина активиста је била из Минеаполиса. Геј активисти су такође били подељени око стратегије, слично као и у Мајамију. Група под називом Грађани Сент Пола за људска права сматрала је референдум питањем грађанских и људских права. Радикалнија група хомосексуалаца под називом Target City Coalition, која је организовала гађање надбискупа питом, сматрала га је борбом за сексуално ослобођење. Ова последња група је уграбила највише медијске пажње истицањем неких од „најкитњастијих“ делова геј заједнице. Они су позвали у град Боба Кунста који је говорио о сексуалном ослобођењу и потреби да се допре до младих геј особа.
Референдум је одржан 25. априла 1978. Гласачи су изашли у великом броју, као и у Мајамију, и оборили уредбу убедљивом већином. Више од две трећине гласача је гласало за укидање уредбе.

### Јуџин
Уредба која је усвојена у Јуџину наишла је на другачију стратегију обарања. Јуџин је био либерални универзитетски град. Напоре за укидање уредбе предводила је домаћица Лини Грини која је одбацила библијску реторику Брајантове и уместо тога тврдила да геј особе већ имају потребну законску заштиту и да су нови закони непотребни. Пошто је хомосексуалност, како је тврдила, изабрани начин живота, хомосексуалци по њој нису били мањина и није им била потребна никаква заштита. Истовремено је тврдила да давање права хомосексуалцима може довести до тога да једном добију и право на склапање брака и усвајање деце. Мада су геј активисти и њихови савезници имали другачију стратегију у Јуџину, успевши да региструју много нових гласача, уз, по први пут, значајно учешће лезбијки у кампањи, њихови противници су имали више волонтера и бољу стратегију. Већина њихових волонтера су били припадници конзервативних цркава, а порука је била слична као и у претходним кампањама, међутим кампањи у Јуџину је недостајао сензационалистички аспект који су имале кампање у Мајамију и Сент Полу.
Још једном, са скоро две трећине гласова, уредба о геј правима је укинута. Анкете спроведене након гласања показале су да су либерални бирачи који нису били геј једноставно одбили да се појаве и гласају, а да су они који су се противили уредби били много више мотивисани.

### Вичита
Анита Брајант је подржала напоре на укидању уредбе у Вичити, које је предводио пастор Рон Адријан. Кампања у Вичити је користила сличне стратегије већ виђене у Мајамију и Сент Полу. Платили су оглас преко целе странице у новинама „Вичита игл“ који се састојао од новинских исечака који су повезивали геј мушкарце са злостављачима деце. Успели су да прикупе око 50.000 долара донација, искористивши велику мрежу цркава, локалних медија и волонтера. Материјали који су штампани у оквиру кампање упозоравали су на опасност да хомосексуалци постану узор деци: „Постоји реална опасност да ће хомосексуални наставници, социјални радници или саветници, јавним признањем свог начина живота, подстакнути сексуалну девијацију код деце.“ На другој страни, веома мала и затворена геј заједница прикупила је свега 6.000 долара донација. Национална геј радна група је била толико песимистична да није пружила никакву помоћ. Брајантова је присуствовала једном скупу у Вичити, говорећи да ће закон дати хомосексуалцима „посебна права...а затим ће доћи лопови, проститутке и људи који имају односе са бернардинцима, који ће тражити иста права“. Уредба Вичите је укинута са преко 80% гласова. Рон Адријан је био пресрећан.

### Сијетл
Сијетл је био либерални град који је усвојио уредбу о забрани дискриминације још 1973. године, а градоначелник Сијетла је једну недељу у јуну 1977. прогласио „недељом поноса“. Овај потез градоначелника није се допао полицајцу Дејвиду Естесу који је одлучио да предузме конкретну акцију. Естес је био члан Цркве Исуса Христа светаца последњих дана, те је, на основу свог професионалног и верског мишљења, сматрао да су геј мушкарци „ментално поремећени“. Естес је осмислио референдумску иницијативу под називом „Иницијатива тринаест“ која би укинула постојећу уредбу, али и дозволила да оптужбе за хомосексуалност буду основ за отпуштање са посла или избацивање из стана. Предложена мера је предвиђала могућност преношења одговорности за њено спровођење на градско одељење које је истраживало тврдње о дискриминацији према црнцима и женама.
Естесова организација је добила 3.000 долара од Аните Брајант, а њен пастор је дошао у Сијетл како би дао савете за кампању. Међутим, Естес није успео да у потпуности искористи мрежу конзервативних цркава у граду, јер многи нису хтели да сарађују с њим због тога што је био мормон. Тон кампање је био екстремнији него у Мајамију. Преко огласа су пласиране тврдње да су хомосексуалци одговорни за половину убистава и самоубистава у већим градовима као и половину случајева сифилиса. Можда је најзначајнији фактор кампање био Естесов заменик, полицајац Денис Фалк. Два месеца пре референдума, Фалк је убио црног дечака, заосталог у развоју, који је имао 13 година. Црначка заједница је била бесна на Фалка, те су свој бес пренели на „Иницијативу тринаест“.
Кампања против Иницијативе тринаест разликовала се од кампања у Мајамију и Сент Полу, и била је потпуно фокусирана на приватност и грађанска права. Уместо едукације јавности о различитим супкултурама унутар геј заједнице, штампани су плакати који су приказивали око које провирује кроз кључаоницу и породицу која живи у акваријуму. Неколико познатих либералних личности, синдикати и друге велике организације, укључујући и „Црквени сабор великог Сијетла“ су се изјаснили против иницијативе. Дејвид Естес није имао ентузијазам и моментум који је створила Брајантова и који је искориштен у Мајамију и другим градовима, иако је његова кампања користила многе њихове тактике. Иницијатива тринаест је одбачена на референдуму са 63% гласова.

### Калифорнија
Дан после референдума у округу Дејд, члан Представничког дома Калифорније Арт Агнос, који је представљао делове Сан Франциска са високим процентом геј мушкараца и лезбијки, одлучио је да не поднесе предлог закона о грађанским правима за хомосексуалце државном законодавству, оценивши да закон више нема никакву подршку. Сенатор Калифорније Џон Бригс из Фулертона био је у маси са Анитом Брајант у ноћи када су објављени резултати референдума у округу Дејд. Бригс, који је имао амбиције да победи на изборима за гувернера Калифорније 1978, био је веома импресиониран излазношћу бирача. Када се вратио из Мајамија, будући да није било закона о геј правима који би се могао оборити, Бригс је предложио закон о забрани запошљавања отворено геј наставника и других радника у државним школама. Иницијатива, чији је званични назив био „Предлог 6“, постала је много познатија као Бригсова иницијатива. Била је написана тако широко да је такође дозвољавала отпуштање свих запослених у државним школама који подржавају геј права, укључујући и гласање против Предлога 6, без обзира на њихову сексуалну оријентацију. Бригс је о иницијативи рекао: „Оно што желим је уклањање оних хомосексуалних наставника, који кроз реч, дело или мисао желе да буду хомосексуалци у јавности, и да увуку младу децу, коју је лако импресионирати, у свој начин живота“. Бригс је објавио свој предлог на степеницама Градске већнице Сан Франциска, након што је обавестио неколико локалних геј организација о својим намерама. Град је у претходној деценији имао велики прилив геј особа, које су чиниле четвртину популације са правом гласа.
Геј активисти, узнемирени претњом по њихова права, суочили су се са потпредседником Волтером Мондејлом на политичком скупу у Сан Франциску две недеље након најаве Предлога 6. Мондејл је изабран заједно са Џимијем Картером 1976, а у кампањи су као један од главних приоритета наводили људска права. Мондејл је требало да на скупу одржи говор о Латинској Америци. Када су га геј активисти прекинули и тражили да се изјасни о њиховим проблемима, отишао је без одговора. Чланови Демократске странке и либерални политичари у Сан Франциску су били бесни на геј активисте.
Бригс је назвао своју организацију „Калифорнија брани нашу децу“ (енгл. California Defend Our Children; CDOC) како би избегао правне проблеме са добротворном организацијом из Конектиката. Организација је користила исте стратегије као и „Спасите нашу децу“, штампајући, између осталог, колаже новинских наслова који су повезивали хомосексуалност и педофилију. С обзиром да је у исто време на референдуму био и предлог у вези смртне казне, у промотивном материјалу кампање позивали су се бирачи да „делују сада како би заштитили своју породицу од опаких убица и одбранили своју децу од хомосексуалних учитеља“. Бригс је поставио пастора Луа Шелдона на чело организације.
Значајна разлика између Мајамија и Калифорније је била у томе што су и Лос Анђелес и Сан Франциско имали веома активну и видљиву геј заједницу. Оснивач Метрополитанске цркве свештеник Трој Пери, који је почео своју каријеру као харизматични проповедник Цркве Божијег пророчанства, али је избачен због тога што је био геј, прикупио је 100.000 долара за 16 дана. Холивудске звезде Бети Мидлер, Лили Томлин и Ричард Прајор донирале су још 100.000 долара. У јануару 1978. Харви Милк је преузео дужност супервизора Сан Франциска, поставши први отворено геј мушкарац који је био изабран на јавну функцију у Калифорнији. Бригс је промовисао своју иницијативу широм државе, одржавши низ јавних и телевизијских дебата са Милком који је био веома добро примљен од стране медија, због брзих досетки и због тога што је давао коментаре занимљиве за штампу. Милк је често био на насловној страни новина у Сан Франциску због ствари које је рекао, а говорио је и пред 350.000 учесника геј параде у Сан Франциску 1978. Сличне бројке су виђене и у Лос Анђелесу.
Геј активисти су поново били подељени око стратегије. Дејвид Гудштајн и још неки геј мушкарци су платили рекламним агенцијама да пренесу њихову поруку, који је била фокусирана на претњу по приватност и права наставника. Гудштајн је у Адвокату позвао геј особе да пусте професионалцима да покушају да победе. Међутим, напори дугогодишњих активиста као што је Морис Кајт, који је кренуо у шетњу државом како би промовисао одбацивање Бригсове иницијативе, такође су били ефикасни. Жене су биле врло видљиве у кампањи, прикупивши исту количину новца као и мушкарци. Међутим, када је откривено да закон у Калифорнији захтева од свакога ко је дао више од 50 долара за кампању да открије свој идентитет, већина донација је била од 49 долара, укључујући и једну од Рока Хадсона.
Због широке природе закона, који би дозволио отпуштање запослених у државним школама због тога како су гласали, или због изражавања мишљења у корист геј права, конзервативни републикански политичари су говорили против њега. Између осталих, бивши гувернер Роналд Реган је устао против иницијативе, рекавши да „Предлог 6 није потребан да заштити нашу децу. Ми имамо ту правну заштиту сада. Његова примена може бити веома скупа, а сама мера има потенцијал да изазове непотребне штетне последице по људе.“ Реганова изјава је, готово преко ноћи, окренула јавно мњење против предлога. Геј активисти нису били оптимистични због претходних искустава, али су били изненађени када је на дан избора Бригсова иницијатива поражена са више од милион гласова разлике.

## Утицај на Брајантову
Припадници геј заједнице нису били једини на које је негативно утицала кампања коалиције „Спасите нашу децу“. Брајантова и Боб Грин су се развели у мају 1979, о чему су нашироко писале новине. Брајантова се преселила у Алабаму где је дала интервју часопису Ladies Home Journal 1980, у којем је говорила о детаљима њеног брака са Грином током кампање. Тврдила је да је била „у браку из погрешних разлога“, те да су се она и Грин редовно свађали, често размишљајући о разводу. Тврдила је да је, након што је Грин постао њен менаџер, била исцрпљена због тога што јој је он уговарао наступ за сваки догађај који је био располагању, тако да је само 1976. зарадила 700.000 долара. Сама се јавила једној хришћанској психијатријској установи 1973, а редовно су је посећивали психијатри и брачни саветници. Њена узнемиреност манифестовала се болом у грудима, дрхтањем, отежаним гутањем хране, као и једнодневном парализом током посете Израелу са Фолвеловом породицом. Брајантова је открила да је добила оштре критике од хришћана после развода. Један канадски свештеник изразио је сумњу да је „икада упознала Господа“ на њено понижење. Као резултат критика које је добила од хришћана, Брајантова је омекшала своје ставове о геј правима: „Црква треба да буде љубазнија, безусловно, и вољна да види те људе као људска бића, да им проповеда и да их покуша разумети. Да могу да се вратим, поново бих то урадила, али не на исти начин“, и феминизму: „Црква треба да се пробуди и пронађе неки начин, заснован на библијским начелима, да се избори са разводом и проблемима жена. Верујем да ће ме на дуге стазе Бог одбранити. Дигла сам руке од фундаменталиста, који су постали превелики легалисти и превише везани текстом Библије“.
Њена каријера се није опоравила. Покушала је да се врати наступајући у градићима Јурика Спрингс у Арканзасу 1992, Брансон у Мисурију 1994, и Пиџин Форџ у Тенесију 1997. Међутим, на сваком од места њена публика се смањивала а инвеститора није било. О својој публици Брајантова је изјавила: „Људи који долазе на моје наступе су гладни за истином, и захваљују ми се што сам их подсетила на значај Бога и државе“. До 2002, Брајантова и њен други муж Чарли Драј прогласили су банкрот у три савезне државе. Од 2006. Брајантова живи у Оклахома Ситију.
Боб Грин је 2007. изјавио да су кампања и њене последице били фактори у јачању његове вере. Распад брака он приписује притиску на Брајантову, и криви геј мушкарце и лезбијке за своје емотивно разарање након развода: „Њихов циљ је био да је оставе без посла и да јој униште каријеру. То је оно што су и урадили. То је неправедно.“ Међутим, Грин је рекао да не би поново учествовао у сличној кампањи: „Једноставно није вредно тога ... Траума, борба у коју смо упали, не желим да се то икада понови.“

## Значај

### Морална већина
Кампања коалиције Спасите нашу децу је била интензиван и усмерен напор конзервативних снага, од којих су многе добиле инспирацију у претходним контроверзама током седамдесетих. Још од Скоупсовог суђења о законитости учења еволуције у државним школама 1925, верске организације нису покушавале да утичу на политику у тако широком обиму. Пресуда Врховног суда САД из 1973. у предмету Роу против Вејда којом је легализован абортус, и предлагање Амандмана о једнаким правима 1974. који би женама дао једнакост у многим областима живота, алармирали су конзервативну политику. Фред Фејес сматра кампању значајним фактором у успону конзервативног хришћанског активизма, додајући: „Ово је био почетак културних ратова“. Рут Шек указује на везу између успона Нове деснице и кампање: „У том времену, 1977. године, није било организоване верске деснице као такве. Анита Брајант је била пионир.“
Касних седамдесетих свештеник Џери Фолвел напушта председавање Баптистичком црквом Томас Роуд у Линчбургу и укључује се у политику. Фолвел је преузео заслуге за обарање уредбе у округу Дејд и неуспех Амандмана о једнаким правима у законодавству Флориде. Године 1977, осмислио је кампању под називом „Очистите Америку“ чији је циљ био прикупљање средстава за његову телевизијску емисију. Фолвел је слао писма тражећи донације, која су укључивала и упитник са питањима типа „Да ли одобравате да они за које се зна да практикују хомосексуалност предају у државним школама?“, обећавши да ће их послати политичарима. Фолвел је такође ширио информације о томе како формирати политичке групе да би се утицало на изборе и законодавце. Године 1979, Фолвел је формирао коалицију верских група коју су чинили католици, протестанти фундаменталисти, мормони, и конзервативни Јевреји коју је назвао Морална већина. Коалиција је развила мрежу филијала које је требало да врше политичке акције. Фолвел је 1965. изјавио да му није место у политици, али је оправдао своју умешаност и „неизбежно“ мешање религије и владе говорећи да друштвени проблеми абортуса, порнографије, сексуалног неморала и дроге воде САД према опасној провалији где ће комунизам преовладати над хришћанством.
Фолвел је тврдио да су напори моралне већине као што су регистровање милиона нових бирача, информисање јавности и употреба медија, били значајан фактор у избору Роналда Регана за председника САД. До 1982, Морална већина је имала буџет од милион долара и милионе волонтера. У исто време, геј популација је била погођена сидом, и очајнички је тражила новац за истраживања и третман оболелих. Портпарол моралне већине повезао је то са Божијом вољом, изјавивши да је јавности потребна заштита од „геј куге“, уз упозорење да „ако хомосексуалци не буду заустављени заразиће целу нацију и Америка ће бити уништена“.

### Геј активизам
Баш као што је кампања коалиције „Спасите нашу децу“ била мотивација за конзервативне хришћане, била је такође и за геј и лезбијску политику. Професор Фред Фејес пише: „Док је Стоунволска револуција из 1969. означила почетак модерног лезбијског и геј покрета, кампање из 1977. и 1978. донеле су појаву националне политички самосвесне лезбијске и геј заједнице.“ Рађање политичког живота код геј мушкараца и лезбијки пружило је могућност за национално умрежавање, јер су Анита Брајант и они који су је пратили деловали као виртуелни громобран, привлачећи колективни бес. Тридесет година након кампање, под покровитељством Библиотеке и архива Стоунвол одржана је изложба о догађајима везаним за кампању, изложба је приказана у Државној библиотеци округа Брауард. Према кустосу изложбе, Брајантова се сматра „најбољом ствари која се десила покрету за геј права. Она и њена група су толико претерали да је то потпуно ојачало геј покрет.“
Политички активизам америчке геј заједнице трансформисан је појавом сиде почетком осамдесетих година. Када су геј мушкарци покушали да кроз успостављене политичке канале скрену пажњу на болест и када су наишли на ћутњу из владе, неки су почели користити тактике директне акције. Лери Крамер је 1987. основао организацију AIDS Coalition to Unleash Power, која је била одговор не само на владино умањивање или игнорисање озбиљности сиде у САД, него и на стидљивост геј заједнице која није била довољно милитантна. Њихова прва акција је била марш на Администрацију за храну и лекове у Њујорку у знак протеста због одлагања објављивања експерименталних лекова за третман ХИВ-а. Блокирали су саобраћај за време највеће гужве, због чега их је 17 ухапшено, а појавили су се и на вечерњим вестима. Ова организација је инспирисала формирање других сличних група за директну акцију попут Квир нације, које су биле концентрисане на заштиту геј и лезбијских права.